# Вайманьга
Вайманьга — малая река в Шенкурском районе Архангельской области Российской Федерации, левый приток реки Вага (бассейн Северной Двины). Берёт начало из озера Вайманское. На всём течении реки ширина русла не превышает 10 метров. Протекает через Вайманское болото, где русло реки становится неразличимым. Впадает в Вагу близ деревни Никифоровская Муниципального образования «Шеговарское».
Длина реки — 11 км.

## Данные водного реестра
По данным государственного водного реестра России и геоинформационной системы водохозяйственного районирования территории РФ, подготовленной Федеральным агентством водных ресурсов:
- Бассейновый округ — Двинско-Печорский
- Речной бассейн — Северная Двина
- Речной подбассейн — Северная Двина ниже места слияния Вычегды и Малой Северной Двины
- Водохозяйственный участок — Вага

## Карты
- Лист карты P-38-61,62 Шенкурск. Масштаб: 1 : 100 000. Указать дату выпуска/состояния местности.